# Alphanote
alphanote(アルファノート)とは、日本の東京に拠点を置く音楽ストリーミング配信サービス、及びミュージシャン活動支援プラットフォームである。
運営はセンコーグループホールディングス株式会社。

## 概要
2017年2月26日にサービス開始。ユーザー登録することで音声ファイルをアップロードし、ストリーミング配信することができる。音声ファイルのサイズ上限は100Mbまで、アップロード数には制限がない。
リスニング専用アプリを使って無料で音楽を聴くことができる。対応言語は日本語・英語。
JASRACやレコード会社等の著作権管理団体に委託された楽曲については削除対象となる。

## 沿革
- 2014年1月 - alpha-connection.net ドメインをGoDaddyで取得。
- 2014年5月 - サムライベンチャーサミット出展。
- 2014年11月 - 第2回グロービス・ベンチャー・チャレンジ　ファイナリスト選出。
- 2015年9月 - Alpha Connection β Android版 リリース。
- 2015年12月 - センコー株式会社 創業100周年記念事業「社内起業支援制度」ビジネスプランコンテストで選出。
- 2016年6月 - センコー株式会社 経営戦略室内にて社内ベンチャーとして採択。
- 2017年2月 - alphanote iPhone/Android Version 1.0 リリース。新宿JAMにてリリースイベントを開催。
- 2017年3月 - 「夢の入り口キャンペーン」にて千葉のローカルタレント「ジャガーさん」を起用したJR東日本の総武線ラッピング。[1]
- 2017年4月 - センコーグループホールディングス株式会社へ社名変更。[2]
- 2017年5月 - 渋谷パラダイス[3]に「夢の入り口キャンペーン」入賞アーティストのゆう十・Gypon Copain・MUSQIS・darräzが出演。MUSIC ON! TVにてalphanote特別番組が放送される。[4]
- 2018年3月 - サービス終了